# Nagler-Rolz NR 54
Nagler-Rolz NR 54 e NR 55 foram um projecto da Nagler-Rolz, que consistia num revolucionário helicóptero portátil. Foi testado até ao final da guerra, pois apresentava vários problemas mecânicos e de maneabilidade. Depois da guerra todos os exemplares foram capturados pelos aliados e enviados para os EUA.